# Gilberto Jiménez Narváez
Gilberto Jiménez Narváez (ur. 18 lutego 1937 w Abejorral, zm. 20 października 2015 w Medellín) – kolumbijski duchowny katolicki, biskup pomocniczy archidiecezji Medellín w latach 2001–2012.

## Życiorys
Ukończył studia w seminarium w Medellín. Święcenia kapłańskie przyjął 1 września 1963. W latach 1973–1975 uzyskał stopień licencjata z teologii duchowości w Papieskim Instytucie Teresianum, a następnie w roku akademickim 1991/1992 studiował na Papieskim Uniwersytecie Urbaniana.
W diecezji był m.in. proboszczem w Rionegro, wikariuszem biskupim ds. duszpasterskich oraz rektorem seminarium duchownego.

### Episkopat
16 lipca 1996 został mianowany przez papieża Jana Pawła II biskupem diecezji Riohacha. Sakry biskupiej udzielił mu 7 września tegoż roku bp Flavio Calle Zapata.
8 marca 2001 papież przyjął jego rezygnację z funkcji biskupa Riohacha, zaś 20 marca mianował go biskupem pomocniczym archidiecezji Medellín i przydzielił mu stolicę tytularną Apollonia.
25 lutego 2012 przeszedł na emeryturę.